# 鱼尾岘站
魚尾峴站（韓語：어미현역）是朝鮮民主主義人民共和國平安北道龟城市的一個鐵路車站，属于青年八院线。

## 邻近车站
青年八院线
龙丰站 - 魚尾峴站 - 东山站